# Jacob Olie jr.
Jacob Olie jr. (Amsterdam, 20 juli 1879 – Utrecht, 9 april 1955) was een Nederlands scheikundige en fotograaf.

## Levensloop
Hij was de zoon van Jacob Olie Jbzn en Carolina Augusta Blössmann. Zelf was hij getrouwd met pianolerares Christina Sophia (Tine) Reeders. Hij was evenals zijn vader geïnteresseerd in fotografie. Olie jr. werkte vooral met autochroom, een vroege implementatie van de kleurenfotografie.
Olie was opgeleid als scheikundige aan de Gemeentelijke Universiteit. Hij promoveerde in 1907 met een proefschrift getiteld "Violet en groen chroomcloride". Daarna werd hij directeur van het Nederlandsch Visscherij Proefstation en Laboratorium voor Materialen-Onderzoek, een in 1911 opgericht instituut dat zich bezighield met praktisch onderzoek naar de visserij en het ontwikkelen van materialen daarvoor. In het kader van deze functie heeft hij veel gereisd. Hij fotografeerde als hobby, de onderwerpen zijn ook veelal te categoriseren als reis-en familiefotografie. Hij was als fotograaf actief in de periode 1912 tot 1928.
Dr Jacob Olie jr. was officier in de Orde van Oranje Nassau.